# 世界经济导报

世界经济导报创刊号封面

《世界经济导报》，是1980年代中华人民共和国上海市的一份极具影响力的中国共产党改革派报纸，由钦本立等人于1980年创办，1989年“六四事件”前后被勒令停办。《世界经济导报》是1980年代中国大陆倡导言论自由、新闻自由的先锋，同《青年论坛》合称“一报一刊”，抨击改革阻力、探讨自由民主，在思想解放和“新启蒙运动”中扮演了重要角色。

## 历史沿革
《世界经济导报》由时任上海社会科学院世界经济研究所副所长的钦本立于1980年6月创办。據张力奋2011年在其新浪微博上公開其個人調查稱，「报头出自孙木心先生之手...当时导报副主编胡塞先生请老友留字，双方秘而不宣，差点成为报史一桩悬案」。
该报創辦之初的辦報方針是：為開放服務，突出自己是對外經濟的一個窗口。世界經濟導報的編輯允許各種不同意見刊登在該報上，世界经济导报當時提出一句口號叫作：「讓世界了解中國，讓中國了解世界！」，並且於1981年在中國國內首次宣傳第三產業。該報還發表過一篇名字為「中華民族最要緊的還是『球籍』問題」的評論，警告中國讀者「弄不好，中國將被開除球籍！」。1986年，世界经济导报用「腐」形容中共自改革開放以來，某些官僚利用特權貪污、謀取私利的情形。世界经济导报還刊載過蘇紹智批評中共政權以及支持政治民主化的文章。

### 涉及六四事件
1989年4月19日，《世界经济导报》“悼念胡耀邦同志座谈会”的3万字长篇报道中有嚴家祺的一篇約500字的文章，指中國的政治領導人更替非民主化，胡耀邦就不是按照正常程序下台的。在這之前，中國的其他領導人也是這樣。這是政治改革要解決的一個大問題。时任中共上海市委书记的江泽民要求《世界经济导报》删除這篇文章的敏感部分，但《世界经济导报》总编钦本立拒绝删除，并把文章刊登于第439期报纸上（以留白進行抗議），因而24日該報被上级主管部门要求暫時停刊整顿，同時中共上海市委决定停止钦本立的《世界经济导报》总编辑、党组成员的职务，并向该报社派驻整顿领导小组。4月29日，中共中央总书记赵紫阳针对导报事件称：“上海市委（在免去钦本立职务这件事上）过于匆忙地采取行动，把事情搞砸了。”在5月1日举行的中共中央政治局会议上，赵紫阳称江泽民查封《世界经济导报》的粗糙的手法恶化了局势，让他们陷于更不利的局面。“导报事件是上海市委挑起的，就应当由上海市委来结束。”:139。
《世界经济导报》北京办事处聘请律师，指控江泽民解除了他们总编辑的职务。近五百名记者写信给《世界经济导报》声援钦本立。5月9日约一千名记者和编辑示威抗议政府对媒体的控制。并有230名艺术家和学者联署，要求上海当局恢复钦本立的职位，并解散编审会。事态进一步加剧后，赵紫阳曾要求江泽民跟学生对话，但在上海领导在与学生的对话中，江泽民没有出现，因此一万多名学生在几天后举着“审讯江泽民”的横额上街。在连续事件的发酵下，上海市的示威群众达到了10万余，而在上海市政府台阶上绝食的学生一度超过450名:140-141。为此，5月18日，江泽民放弃禁令，走到外滩通过扩音器说服学生放弃绝食，并开放对话，上海学生最终停止了行动:141。后该事件在北京，則成为六四事件一个重要组成部分，隨後又被永久停刊。有媒體認為，江泽民因整肃《世界经济导报》而被邓小平看中，繼而当上中共中央总书记。
1989年9月，中共中央宣传部和新闻出版署在北京召开的关于落实压缩报刊工作的省市委宣传部长、新闻出版局长会议上提出《世界经济导报》必须撤销登记、停办。中共上海市委同意撤销《世界经济导报》的登记。至此，《世界经济导报》停刊。而总编辑钦本立被软禁，张伟国、阮江宁、陈乐波、许小微等一批编辑记者被逮捕入狱。要闻部负责人陆一在党员重新登记时被不予登记、行政记大过处分。陈至立还要求所有参与《世界经济导报》的人员，此後不得从事新闻出版行业的工作。

## 工作人员
总编辑
1. 钦本立（1980年－1991年）